# Дурдыев, Абаджан
Абаджан Дурдыев — советский хозяйственный, государственный и политический деятель, Герой Социалистического Труда.

## Биография
Родился в 1916 году близ Турткуля. Член КПСС с 1941 года.
С 1932 года — на хозяйственной, общественной и политической работе. В 1932—1980 гг. — бухгалтер колхоза имени Максима Горького Турткульского района, секретарь Калтаминорского аульного Совета, председатель колхоза имени Максима Горького Турткульского района Каракалпакской АССР.
Указом Президиума Верховного Совета СССР от 11 января 1957 года присвоено звание Героя Социалистического Труда с вручением ордена Ленина и золотой медали «Серп и Молот».
Избирался депутатом Верховного Совета Узбекской ССР 4-го созыва, Совета Национальностей Верховного Совета СССР 6-го и 7-го созывов от Каракалпакской АССР.
Умер после 1980 года.